# Air Tasking Order
Die Air Tasking Order (ATO) bildet die Planung von Luftkriegsoperationen ab. Sie ist der Einsatzbefehl für unterstellte und zugewiesene Kräfte.

## Beschreibung
Die ATO enthält detaillierte Aufträge für alle vorgeplanten Einsätze innerhalb eines definierten Zeitrahmens im Operationsgebiet. Mittels ATO können Aufträge für defensive, offensive und unterstützende Operationen erteilt werden.
Herausgeber der ATO ist bei der NATO das Combined Air Operations Centre (CAOC). Bei den US-Streitkräften wird sie vom Air Operations Center (AOC) herausgegeben, welches nicht mit einem NATO CAOC vergleichbar ist. Empfänger der ATO sind alle dem Kommandeur der Luftstreitkräfte unterstellten und für einen Einsatz zugewiesenen Kräfte. Weitere Empfänger, wie z. B. truppenstellende Nationen, können zur Information beteiligt sein.
Der Gültigkeitszeitraum einer ATO ist lageabhängig variabel. Bei hochintensiven Operationen gilt die ATO für einen 24-Stunden Zeitraum und wird täglich neu herausgegeben.  In statischen Situationen kann sie auch als Dauerbefehl, als Standing ATO erstellt werden.
Die ATO nutzt das standardisierte Message Text Format (MTF), in der NATO nach ADatP-3 Standard. Ursprünglich war die ATO ein Textprodukt mit Schrägstrichen als Feldtrennzeichen und wurde mittels Fernschreiben verteilt.  Seit 2008 kommt auch ein XML-Schema zur Anwendung. Die USA verwenden für ihre ATO den MIL-STD-6040. Auf Grund der Schutzbedürftigkeit des Inhaltes ist die ATO als Verschlusssache eingestuft und wird nur über gesicherte Kanäle übertragen.

## ATO-Erstellung
Die ATO ist das Produkt eines mehrstufigen und zyklisch verlaufenden Planungsprozesses.  Sie wird vom CAOC erstellt. Die ATO basiert auf dem Operationsplan und den Vorgaben der höheren Führungsebenen.
Gestartet wird der Planungsprozess durch die mittels Joint Coordination Order (JCO) artikulierten Vorgaben des Kommandeurs der streitkräftegemeinsamen Führungsebene zur Zielsetzung und den Schwerpunkten für die nächsten 3 bis 10 Tage. Im Hauptquartier des Kommandeurs der Luftstreitkräfte werden die Vorgaben aus der JCO, ergänzt um die eigene Zielsetzung in Verbindung mit der genehmigten Zielliste (Joint Prioritized Target List - JPTL) und der Liste der Luftverteidigungsschwerpunkte (Joint Prioritized Defended Asset List - JPDAL) unter Berücksichtigung der gültigen Rules of Engagement - (ROE) weiter detailliert und präzisiert. Das Ergebnis des Planungsprozesses auf dieser Ebene wird als Air Operations Directive (AOD) veröffentlicht.
Die AOD ist der Ausgangspunkt der Planungen im CAOC. Hier werden die Vorgaben über Schwerpunkte, verfügbare Kräfte und Mittel, zu erzielende Effekte usw. in detaillierte Einzelaufträge umgesetzt.  Die Planer im CAOC erstellen einen kompletten Detailplan, wer, wann, ggf. mit wem, was, wo, mit welchen Mitteln (Waffen) machen soll, die ATO. Die ATO wird ggf. zu Zwecke den Koordination und Entflechtung mit weiteren Informationen versehen, z. B. über Operationen unbemannter Mittel unter der Kontrolle anderer Bereiche.